# 施密特半岛东部山脉
施密特半岛东部山脉（俄语：Восточный Хребет）是施密特半岛的山脉，属萨哈林州奥哈区，长50公里，宽14公里，最高点两兄弟峰海拔524米。山坡上生長云杉和泰加林。